# أنبوب حراري حلقي
الأنبوب الحراري الحلقي أو أنبوب الحرارة الحلقي جهاز انتقال حرارة ثنائي الطور يستخدم الخاصية الشعرية لإزالة الحرارة من مصدر ونقلها بشكل منفعل (سلبي) إلى مكثف أو مشع. الأنابيب الحرارية الحلقية مشابهة للأنابيب الحرارية ولكنها تمتاز بقدرتها على توفير تشغيل موثوق على مسافة طويلة وقدرتها على العمل عكس الجاذبية. يمكنها نقل حمل حراري كبير لمسافة طويلة مع فرق صغير في درجات الحرارة. طورت تصاميم مختلفة تتراوح من الأنابيب الحرارية الحلقية القوية كبيرة الحجم إلى تلك المصغرة (أنبوب حراري حلقي صغري أو ميكروي) وعملت بنجاح في عدد كبير من التطبيقات الأرضية والفضائية.

## البنية
أكثر وسيط تبريد شيوعًا في الأنابيب الحرارية الحلقية هو الأمونيا اللامائية والبروبيلين. تصنع الأنابيب الحرارية الحلقية بالتحكم بأحجام التخزين بدقة، والتحكم بالمكثف وخطي البخار والسائل بحيث يكون السائل دائمًا متوفرًا للأنبوبة الشعرية. يضبط حجم الخزان وشحنة المائع بحيث يكون هناك دائمًا مائع في الخزان حتى عند امتلاء خطي البخار والسائل بشكل تام.
بشكل عام فإن حجم المسامات الصغير وقدرة الضخ الشعرية الكبيرة ضروريان في الأنبوبة الشعرية. يجب أن يكون هناك توازن في قدرة الضخ الشعرية وفي نفاذية الأنبوبة الشعرية عند تصميم أنبوب حراري أو أنبوب حراري حلقي.[بحاجة لمصدر]

## الآلية
في أنبوب حراري حلقي، تدخل الحرارة أولًا إلى المبخر وتبخر المائع العامل عند السطح الخارجي للأنبوبة الشعرية. يتدفق بعدها البخار عبر نظام الأخاديد ثم يذهب إلى المبخر وخط البخار باتجاه المكثف، حيث يتكثف بالتزامن مع طرح الحرارة من قبل المشع. يصمم الخزان ثنائي الطور (أو حجرة التعويض) في نهاية المبخر خصيصًا ليعمل عند درجة حرارة أقل بقليل من المبخر (والمكثف). يسحب ضغط الإشباع الأقل في الخزان الماء المتكاثف عبر المكثف وخط السائل الراجع. ثم يتدفق المائع إلى مضخة مركزية تغذي الأنبوبة الشعرية. تصل أنبوبة شعرية ثانوية هيدروليكيًّا بين الخزان والأنبوبة الشعرية الأولية.[بحاجة لمصدر]

## أصوله
منحت براءة اختراع الأنابيب الحرارية الحلقية في الاتحاد السوفييتي في عام 1974 ليوري غيراسيموف ويوري ف. مايدانيك (براءة اختراع رقم 449213)، وكلاهما من الاتحاد السوفييتي سابقًا. منحت براءة اختراع الأنابيب الحرارية الحلقية في الولايات المتحدة في عام 1982 (براءة اختراع رقم 4515209).

## تطبيقاته
حدث أول تطبيق فضائي على متن سفينة فضائية روسية في عام 1989. أصبحت الأنابيب الحرارية الحلقية الآن شائعة الاستخدام في الأقمار الصناعية الفضائية بما فيها: غرانات الروسية، سفينة أوبزور الفضائية، أقمار الاتصالات التابعة لبوينغ (هيوز) إتش إس 702، القمر الصناعي الصيني للأرصاد الجوية إف واي-1 سي، القمر الصناعي التابع لناسا آي سي إي سات.
استُعرضت الأنابيب الحرارية الحلقية لأول مرة في رحلة جوية على متن مكوك ناسا الفضائي في عام 1997 في كل من إس تي إس-83 وإس تي إس-94.
الأنابيب الحرارية الحلقية أجزاء مهمة من أنظمة تبريد العناصر الإلكترونية.

## وصلات خارجية
- Thermacore, Inc. Loop Heat Pipe Technology
- Operating Characteristics of Loop Heat Pipes
- PARAMETRIC EXPLORATION OF AUTOMATED FABRICATION AND ANODIC BONDING OF CPS FOR LHP APPLICATIONS